# Casa museo Pavlo Muravs'kyj
La Casa Museo Pavlo Muravs'kyj è un museo nel villaggio di Dmytraškivka, nell'oblast' di Vinnycja in Ucraina, inaugurata il 21 novembre 2009.
È la casa natale e d'adolescenza del compositore, corista ed educatore, Pavlo Ivanovyč Muravs'kyj.
Dal 2010, un festival di musica corale è stato organizzato nel villaggio per onorare e commemorare Muravs'kyj.

## Galleria d'immagini

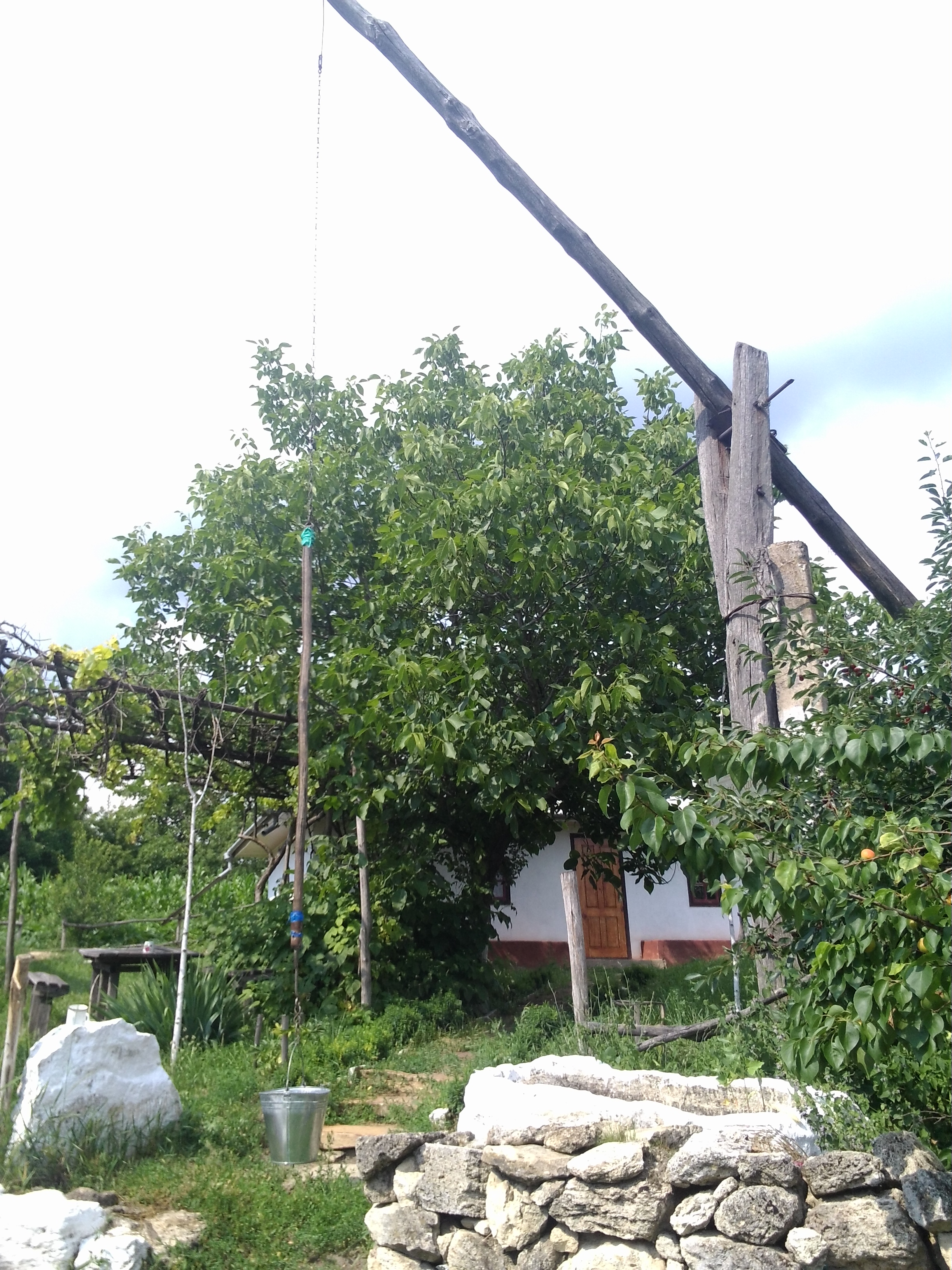
Pozzo
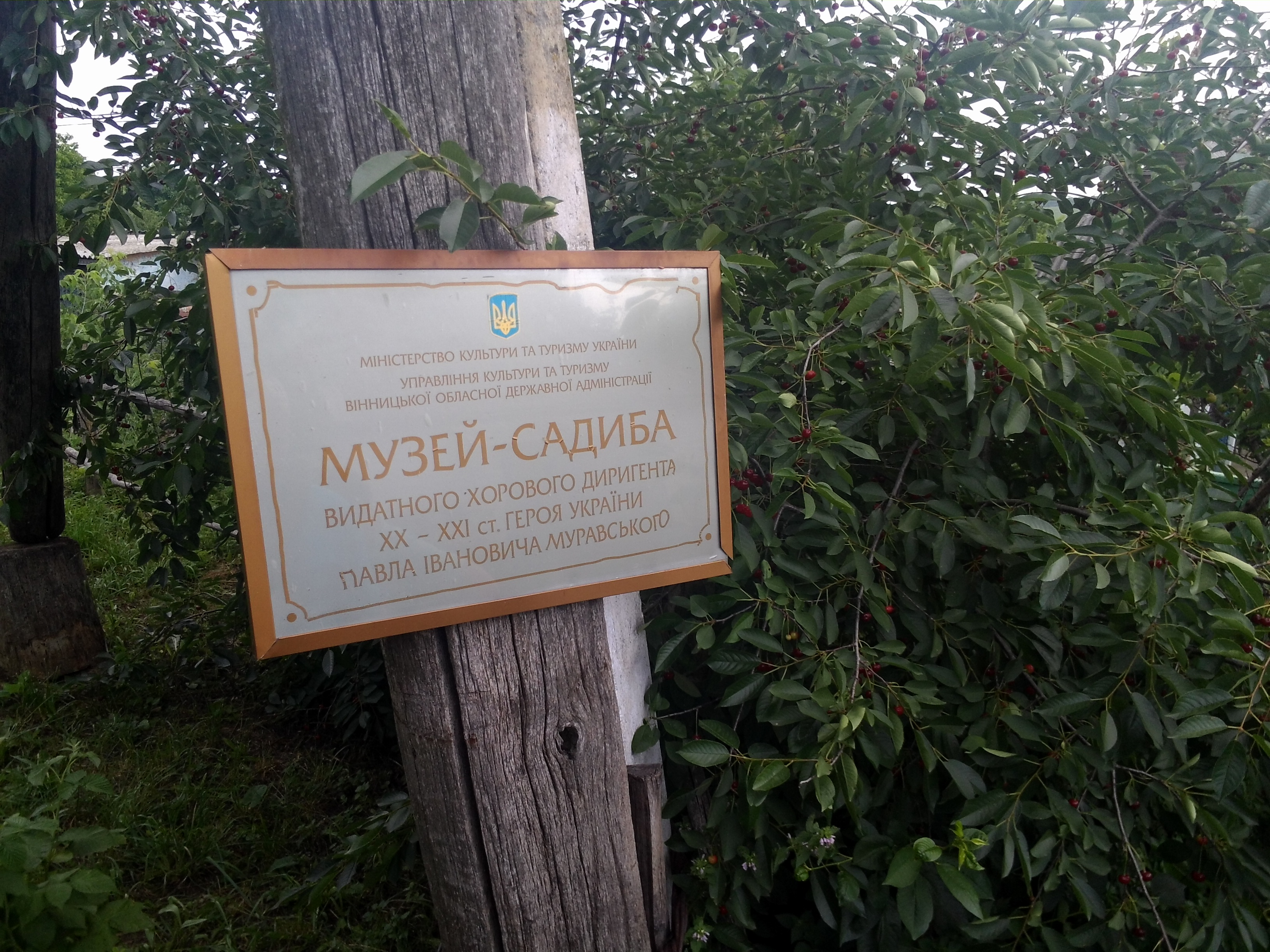
Pannello informativo
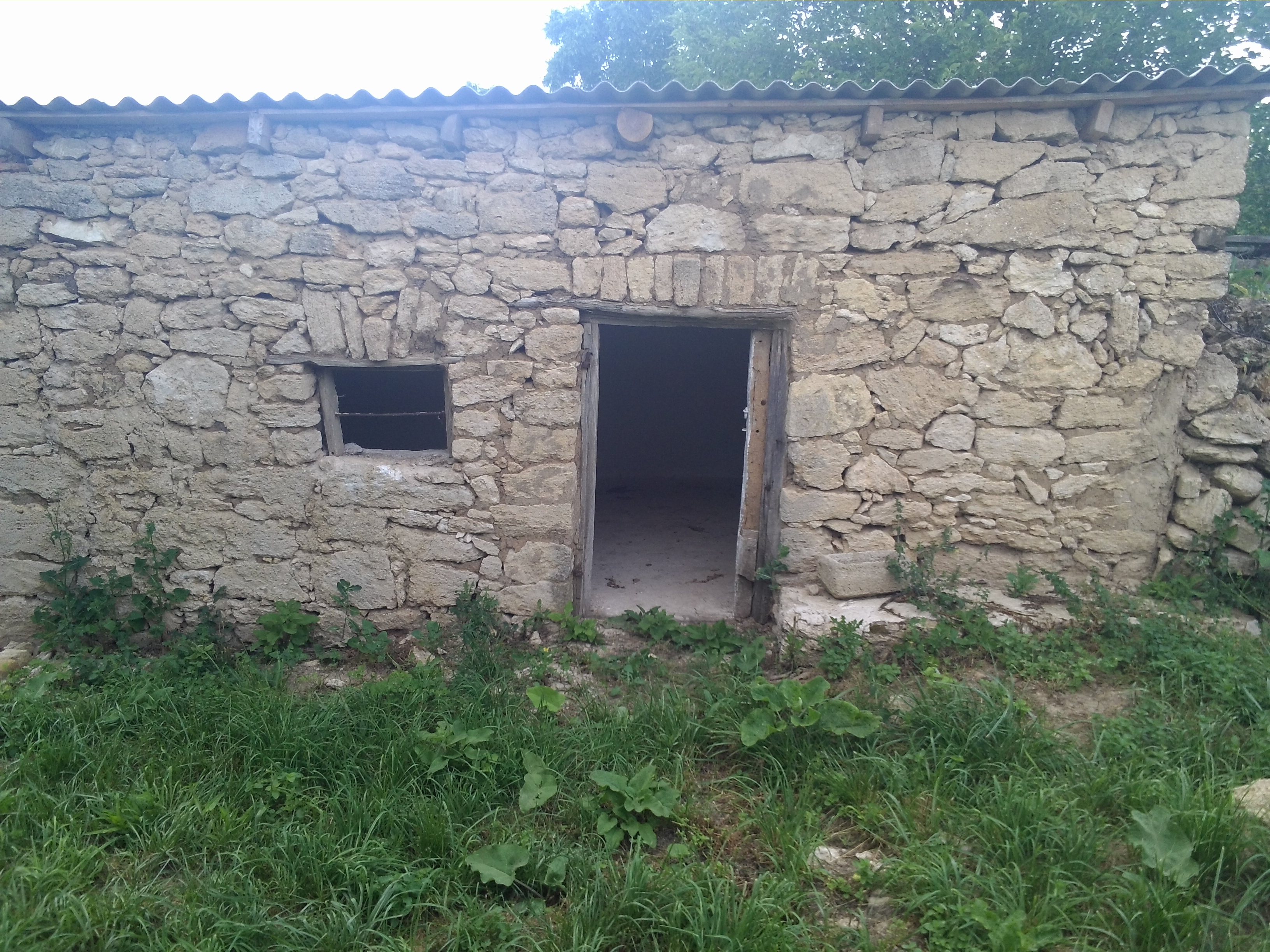
Fienile salvato
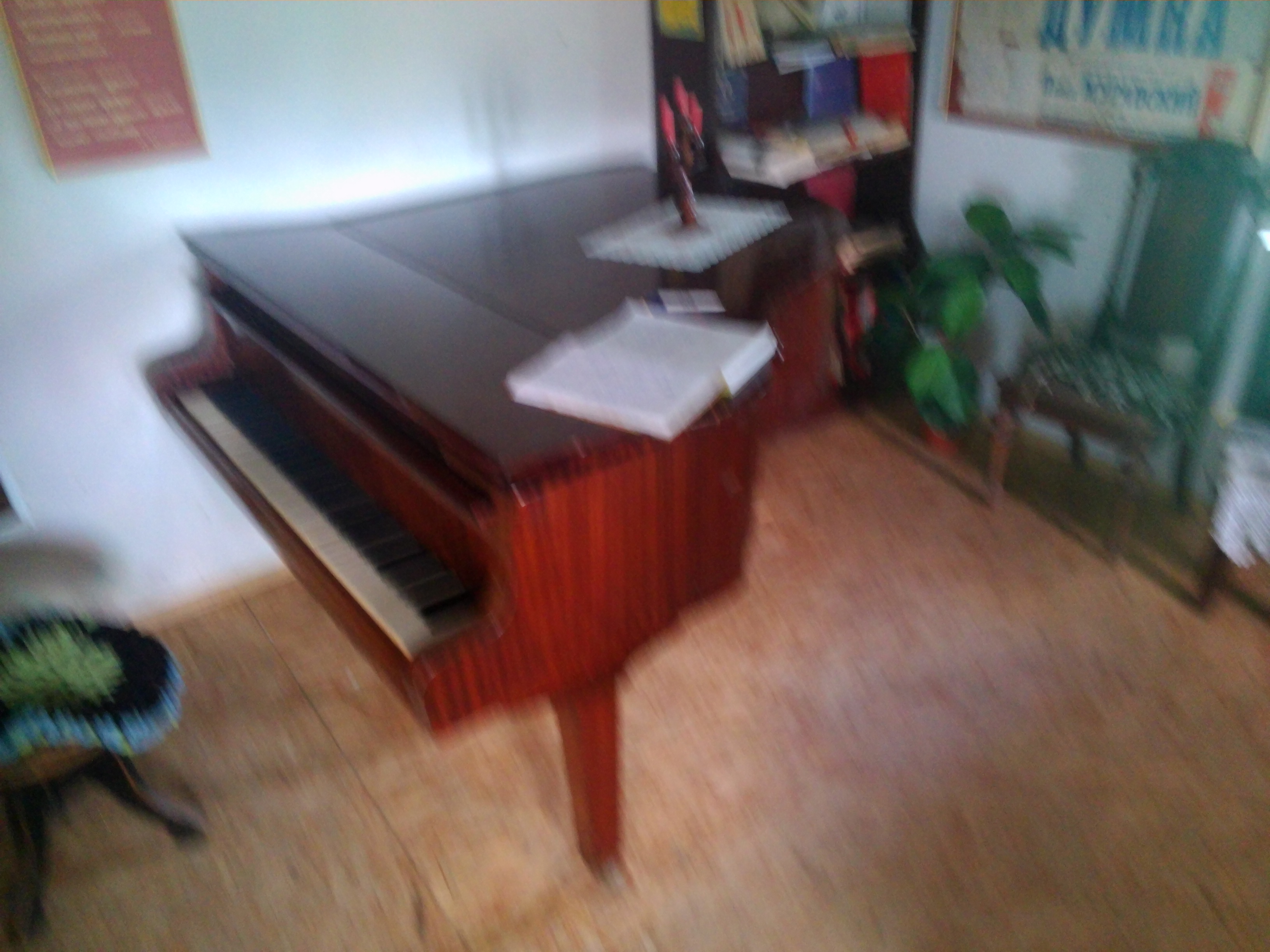
All'interno del museo
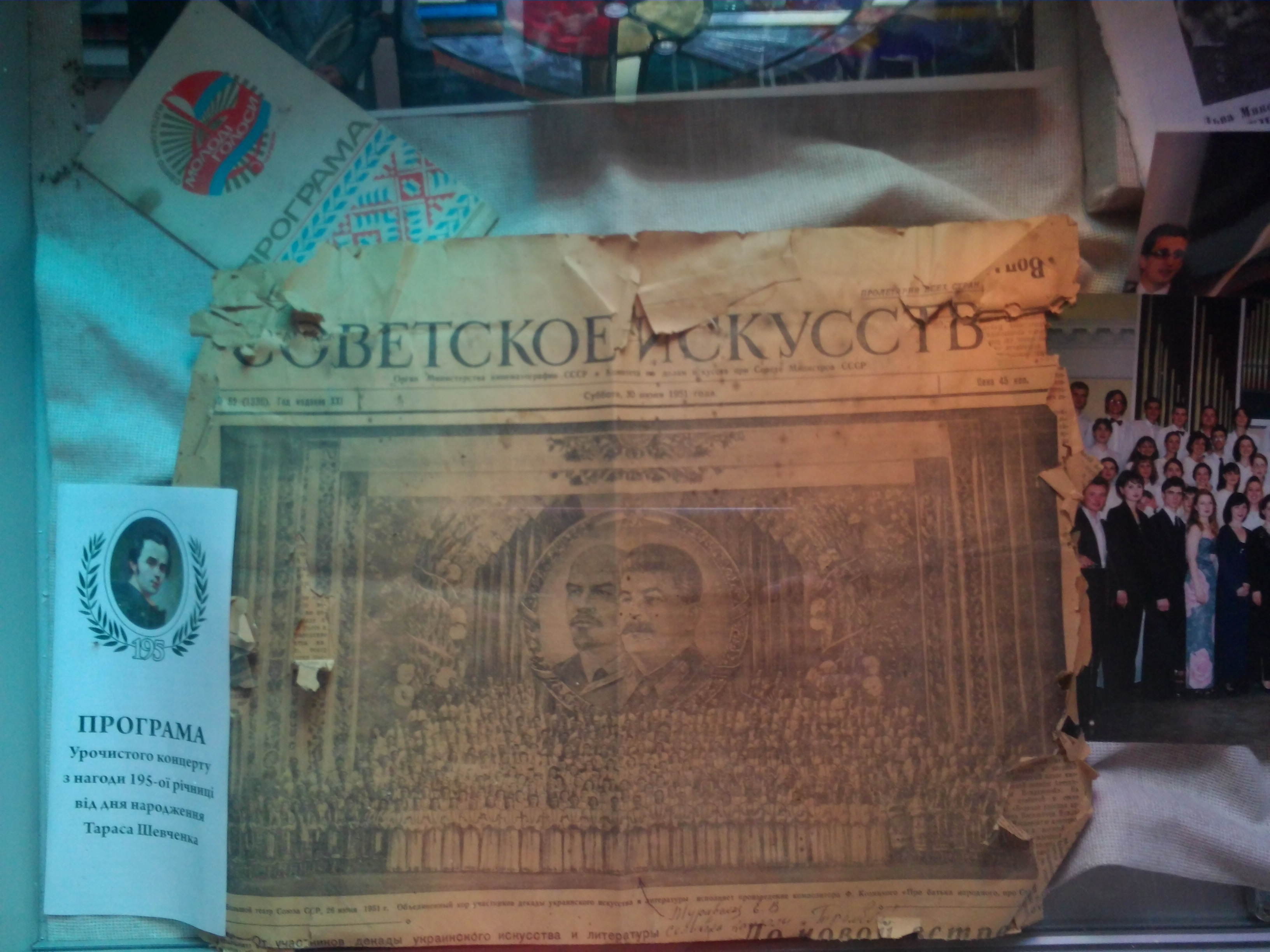
Giornale sovietico, da un discorso a cui partecipò Stalin
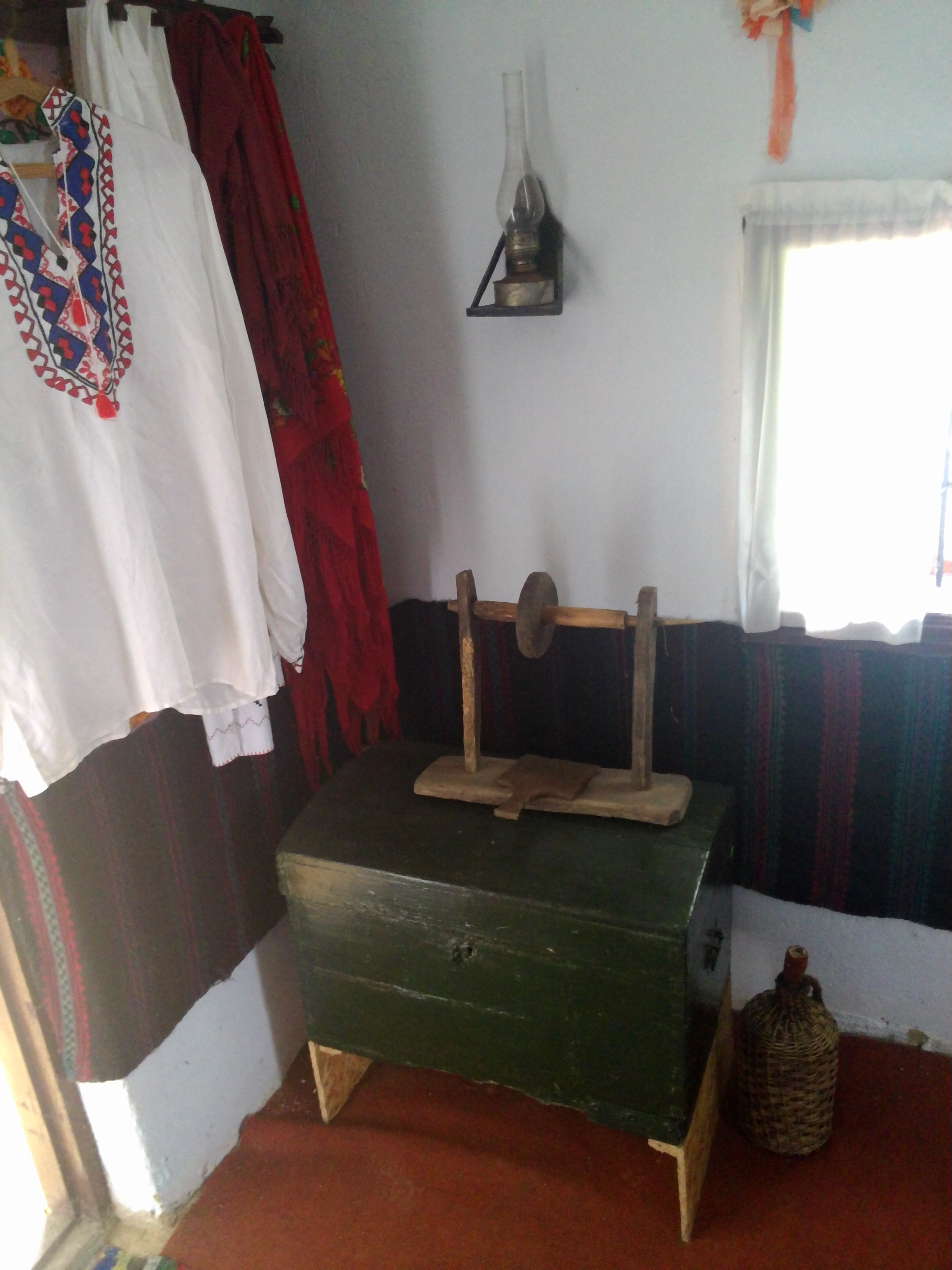
Articoli per la casa tradizionali
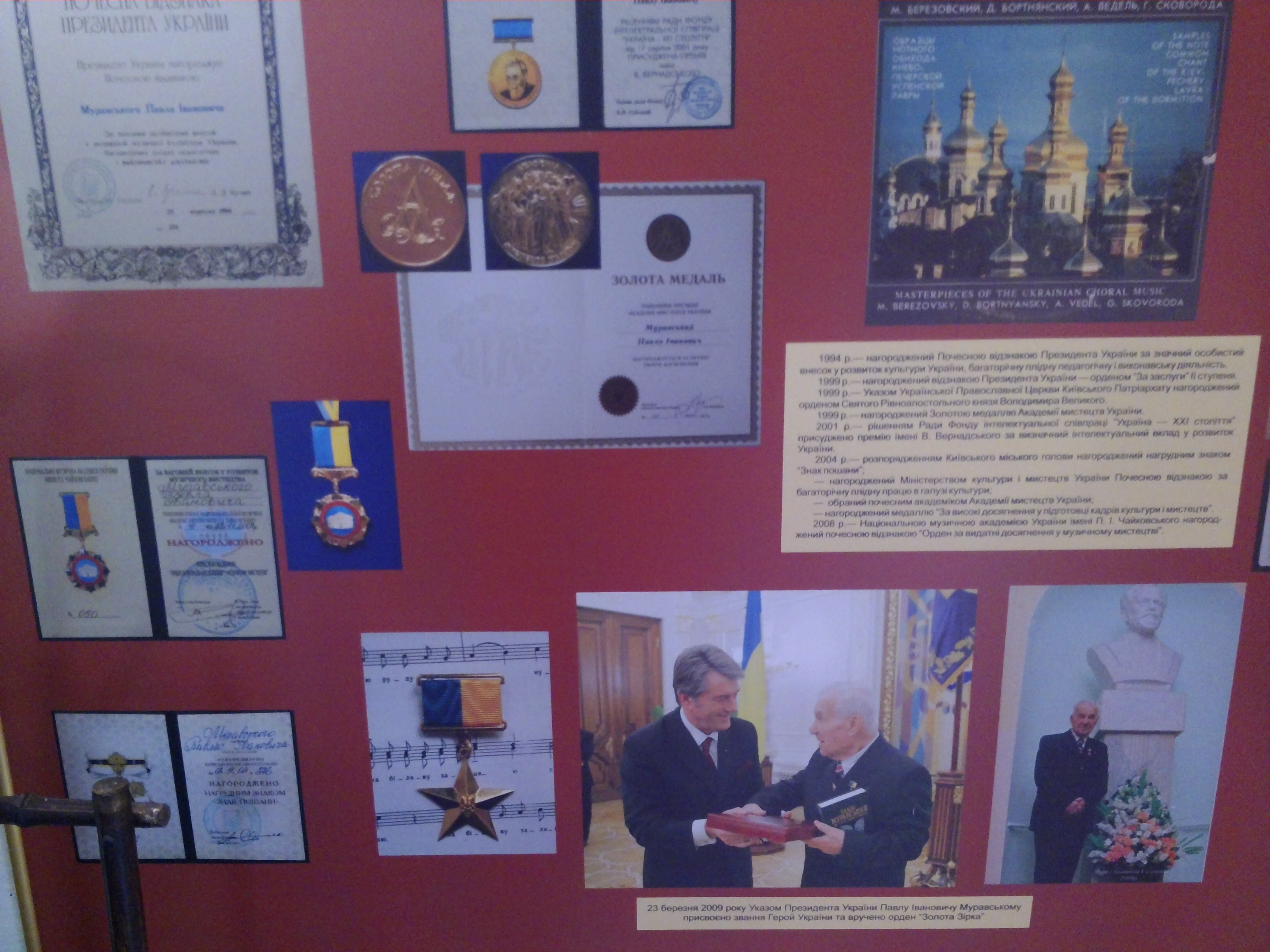
Lo stand è dedicato ai premi
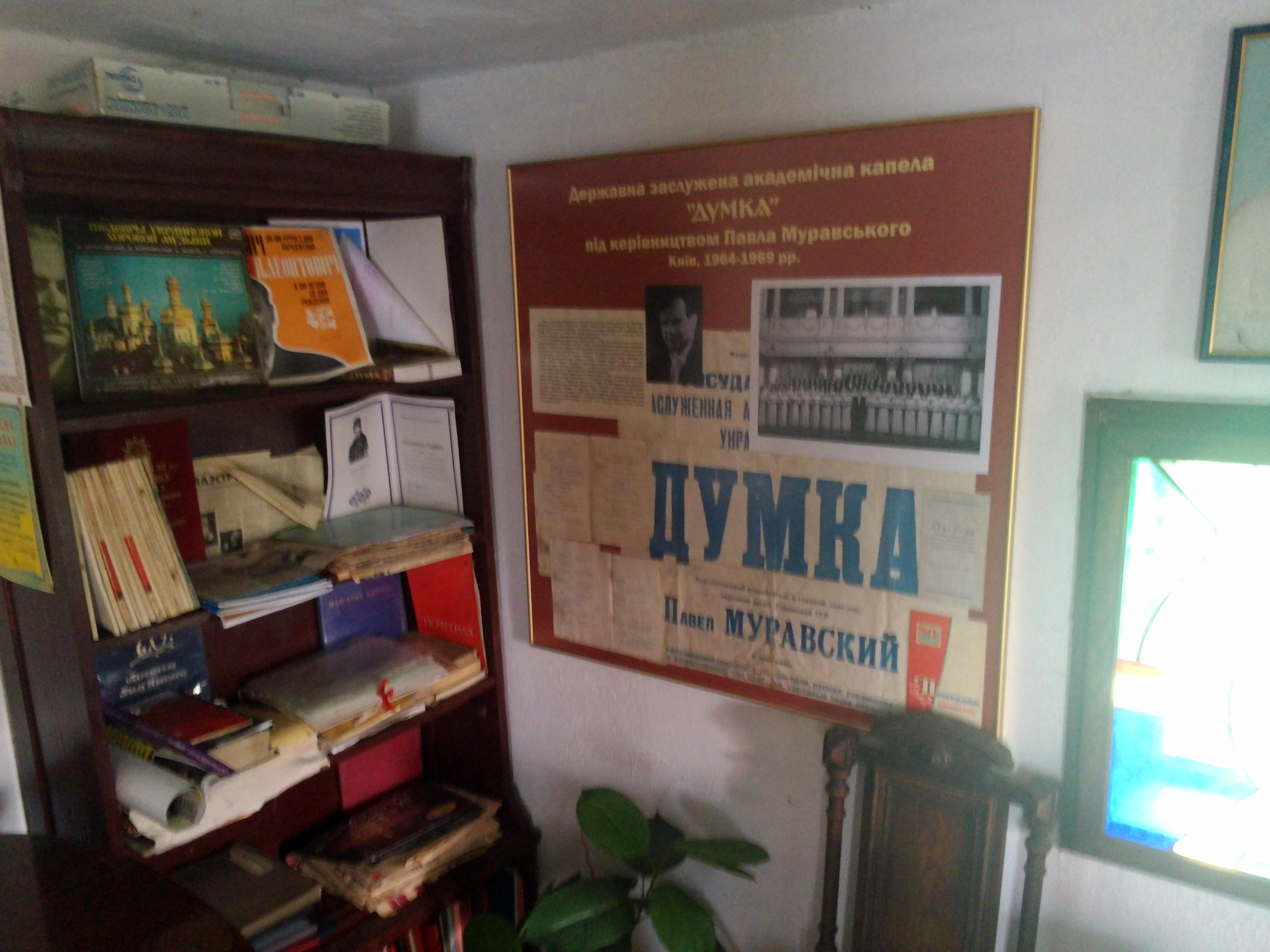
Stand informativi del museo
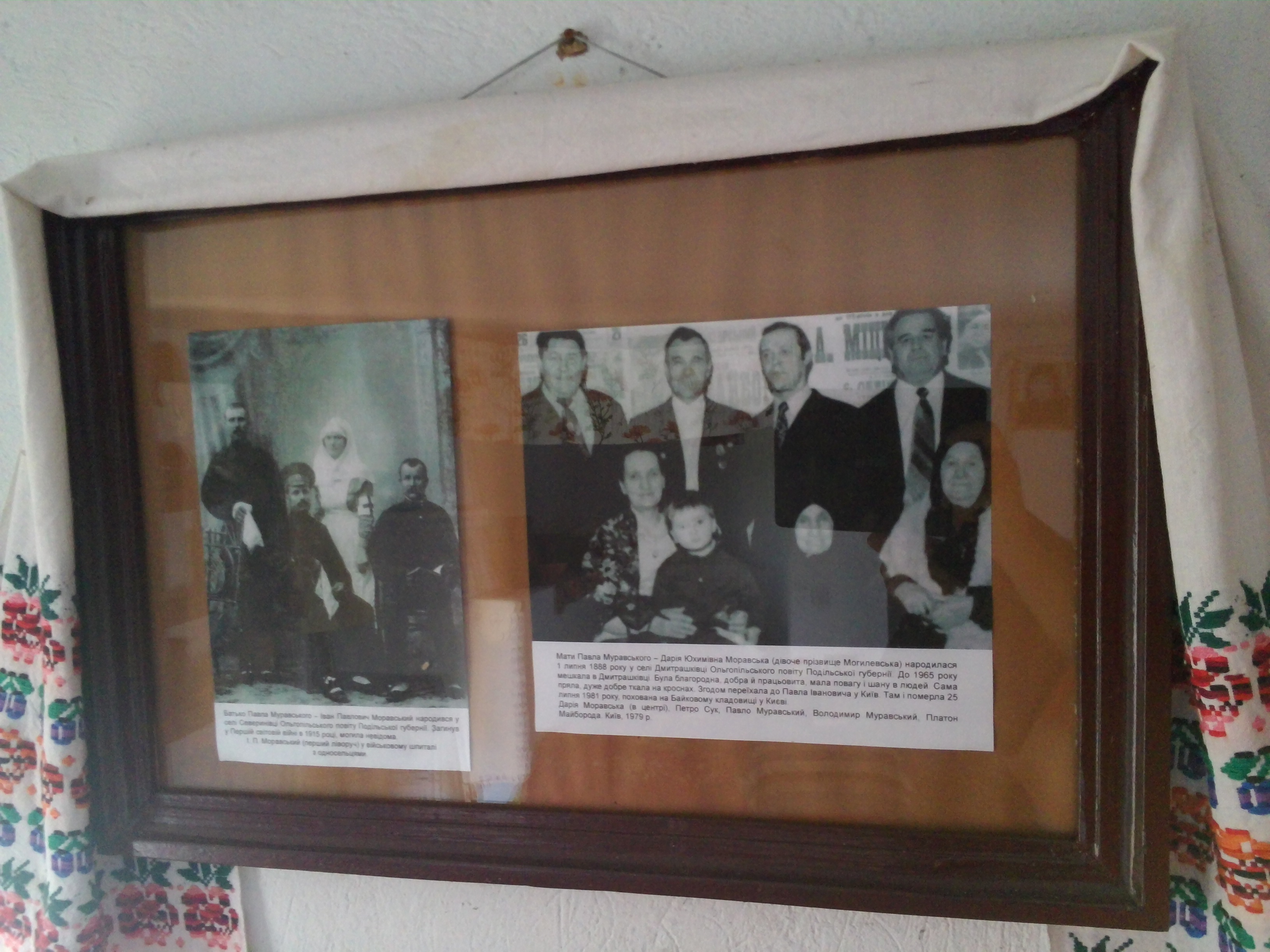
Foto di famiglia
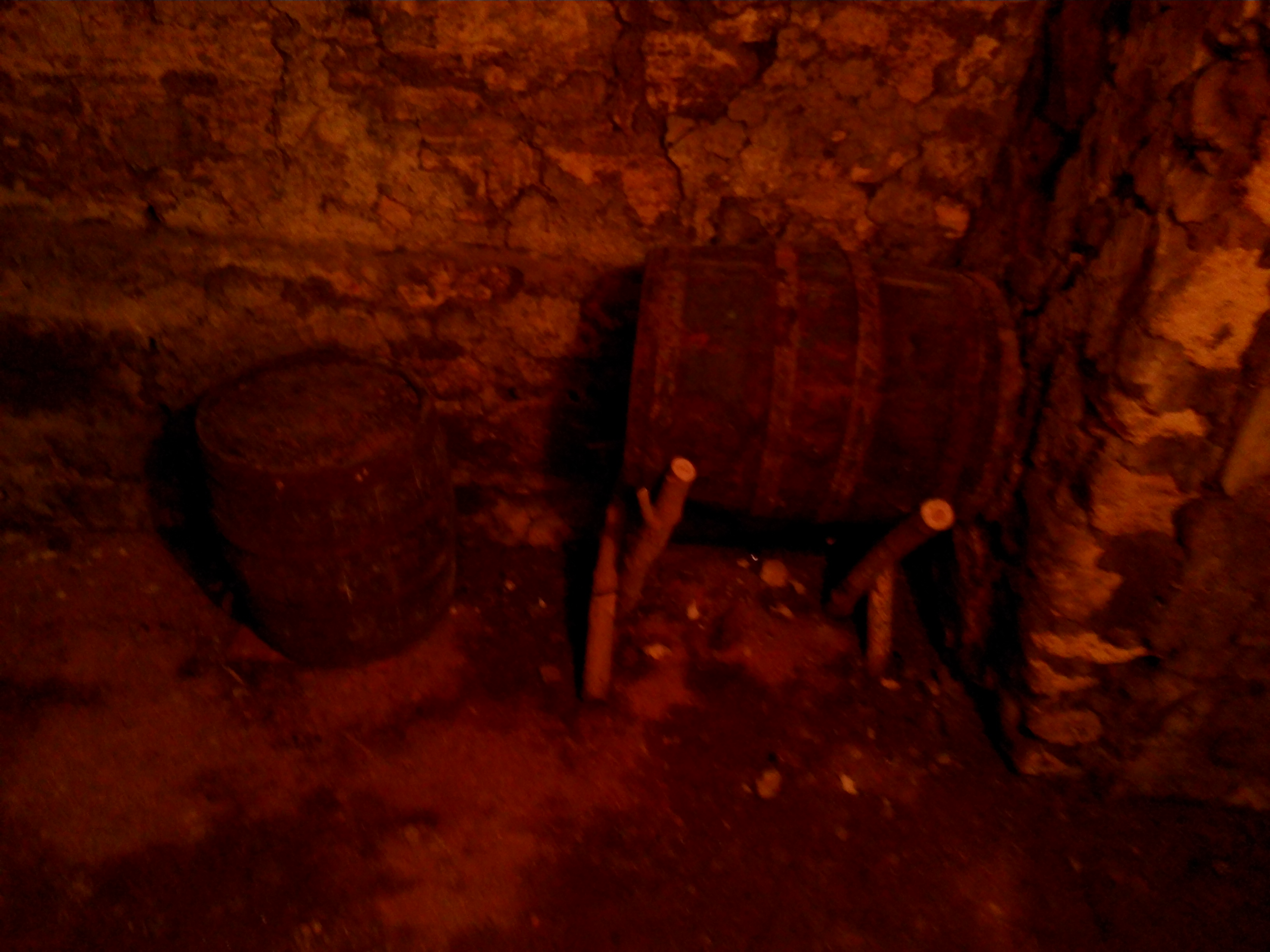
Seminterrato conservato
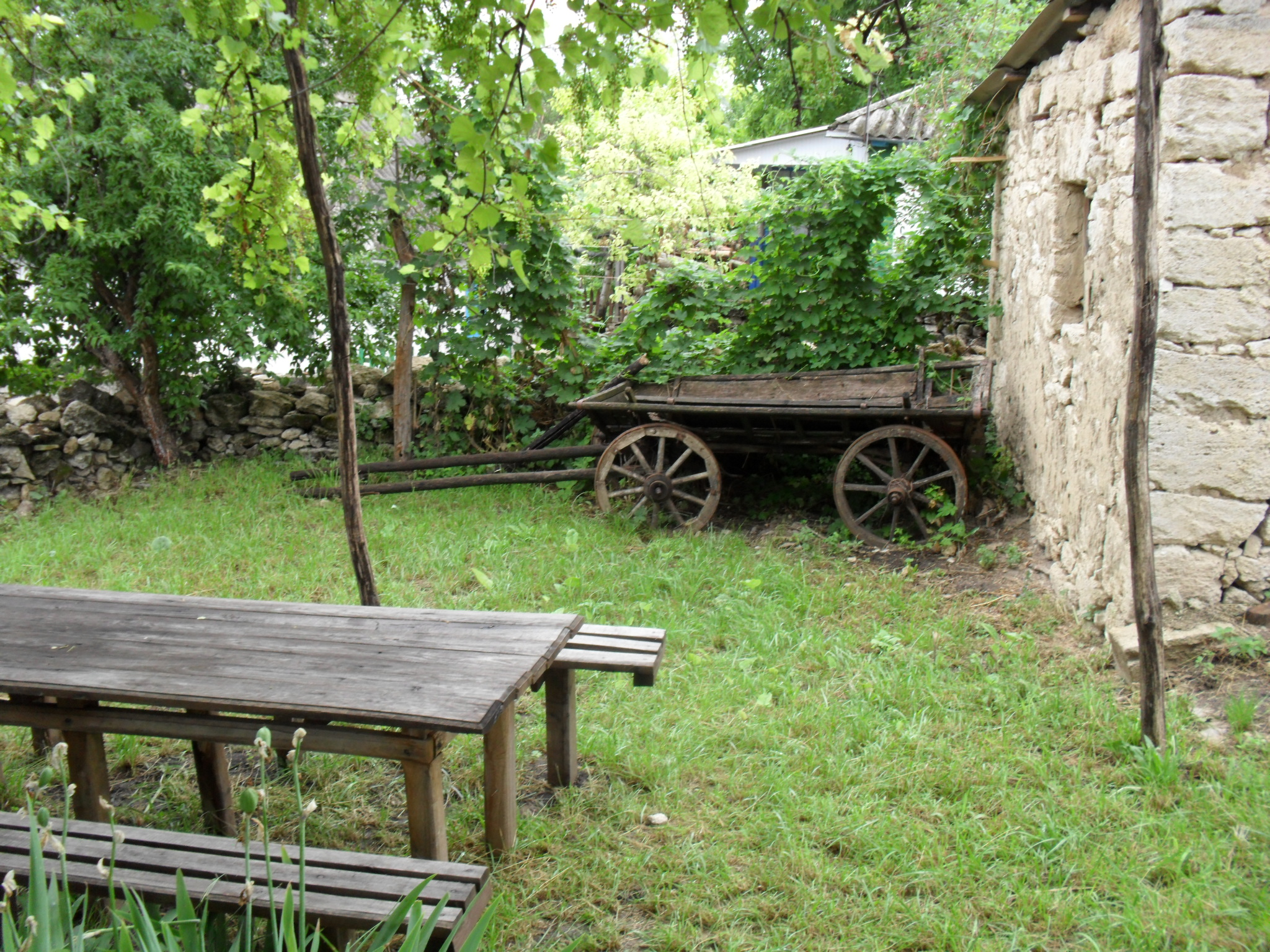
Il cortile del museo